# Mine d'émeraude de Chivor
La mine d'émeraude de Chivor est une mine d'émeraude située dans le département de Boyacá, en Colombie.

## Situation
La mine de Chivor est situé sur la municipalité de Chivor, dans le sud du département de Boyacá. Avec les mines de Buenavista, Montecristo et Gachalá, elle fait partie du secteur oriental de la zone d'extraction d'émeraudes.

## Histoire
La mine de Chivor a été exploitée par les conquistadors espagnols depuis au moins l'an 1545, mais les indiens les exploitaient probablement avant l'arrivée des espagnols en Amérique.
De nos jours, la mine est une propriété privée.

## Production
La mine de Chivor est exploitée en partie à ciel ouvert, et en partie par puits et par galeries.
Les émeraudes extraites ont en général peu de défauts internes. La couleur est homogène par zones le long du prisme hexagonal. Les pierres sont facettées, allongées et à forte sous-teinte bleue.